# Shine (singel Years & Years)
„Shine” – singel angielskiego zespołu Years & Years, wydany 3 lipca 2015 roku nakładem wytwórni fonograficznej Polydor Records. Utwór został wydany jako piąty singel promujący album Communion. Piosenka dotarła do drugiego miejsca brytyjskiego notowania UK Singles Chart. Teledysk wyreżyserowany przez Nadię Marquard Otzen ukazał się 7 czerwca 2015 roku.

## Track lista i formaty singla
Digital download – Single
1. "Shine" – 4ː14

Digital download – Remixes
1. "Shine" (Sanna & Pitron Remix) – 7:05
2. "Shine" (Joe Goddard Remix) – 5:21
3. "Shine" (Toyboy & Robin Remix) – 5:02
4. "Shine" (Danny L Harle Remix) – 3ː30

## Notowania i certyfikaty
| Lista (2015)                             | Najwyższa pozycja |
| ---------------------------------------- | ----------------- |
| Australia (ARIA Charts)                  | 15                |
| Austria (Ö3 Austria Top 40)              | 35                |
| Belgia (Ultratop 50 Flandria)            | 18                |
| Belgia (Ultratop 50 Walonia)             | 4                 |
| Chorwacja (Airplay Chart)                | 1                 |
| Francja (SNEP)                           | 163               |
| Hiszpania (PROMUSICAE)                   | 35                |
| Holandia (MegaCharts)                    | 77                |
| Irlandia (IRMA)                          | 9                 |
| Niemcy (Media Control Charts)            | 29                |
| Polska (AirPlay – Top)                   | 20                |
| Słowacja (IFPI)                          | 41                |
| Szkocja (The Official Charts Company)    | 1                 |
| Szwajcaria (Schweizer Hitparade)         | 41                |
| Szwecja (Sverigetopplistan)              | 81                |
| Wielka Brytania (UK Singles Chart)       | 2                 |
| Stany Zjednoczone (Hot Dance Club Songs) | 45                |

| Lista (2015)                              | Pozycja |
| ----------------------------------------- | ------- |
| Belgia (Ultratop Flanders)                | 85      |
| Wielka Brytania (Official Charts Company) | 37      |

| Kraj                  | Certyfikat      | Sprzedaż |
| --------------------- | --------------- | -------- |
| Australia (ARIA)      | złota płyta     | 35 000+  |
| Dania (IFPI Danemark) | złota płyta     | 30 000+  |
| Polska (ZPAV)         | platynowa płyta | 20 000+  |
| Wielka Brytania (BPI) | złota płyta     | 400 000+ |